# Ivonei Jr.
Ivonei Junior da Silva Rabelo (Rondonópolis, 16 de abril de 2002) é um futebolista brasileiro que atua como meio-campista. Atualmente, defende o Al-Bataeh CSC, dos Emirados Árabes Unidos.
É filho de Nei, um ex-jogador do Vila Aurora-MT.

## Carreira

### Santos
Começou vendo o pai no futebol amador e deu os primeiros chutes na escolinha do técnico Sebastião Xavier, conhecido como Tião, quando se destacou em um torneio realizado em Goiás. Meses depois, Ivonei mudou-se junto com o pai, que largou o emprego, para uma pousada na Baixada Santista.
Considerado uma promessa das categorias de base do Santos FC, ficou famoso após marcar um lindo gol de bicicleta pelo time sub-13 em uma final contra o Corinthians, na Vila Belmiro. O lance viralizou nas redes sociais e passou de 600 mil visualizações no canal do clube no YouTube. O meia também passou a ser convocado para as Seleções de base.
Em 2017, foi convocado para o Sul-Americano Sub-15 com a Seleção Brasileira.
Em outubro de 2018, renovou seu vínculo com o Santos até 2023, e subiu a sua multa rescisória para 100 milhões de euros para o exterior.
Em 2019, chegou a ser relacionado para uma partida pelo então técnico Jorge Sampaoli, mas não entrou em campo. Em 2020, se destacou na Copinha e depois foi promovido ao time B. Estreou no profissional ainda em 2020, quando disputou 14 partidas pela equipe, mas chegou a ser multado pela diretoria por indisciplina em uma viagem. Em 2021, foram 16 jogos disputados.
Fora do planos no início de 2022, o meia treinaria separado do restante do elenco, mas tomou a decisão de voltar para a categoria sub-20. Sob o comando de Orlando Ribeiro, o meia se tornou capitão da equipe, passou a atuar numa função mais próxima dos atacantes e liderou o Peixe na campanha do título do Campeonato Paulista da categoria, onde terminou como vice-artilheiro, com 21 gols.
Foi destaque do Santos semifinalista na Copa São Paulo de 2023, onde marcou o "gol que Pelé não fez", acertando um um chute da intermediária defensiva contra o Bahia. O jogador já havia feito um gol semelhante atuando pelo sub-17.
Assim se tornou opção para o treinador Odair Hellmann durante o Campeonato Paulista, mas perdeu espaço no elenco para para Miguelito e Ed Carlos. Disputou apenas 9 partidas no ano.
Em julho do mesmo ano, foi afastado do elenco pelo treinador Paulo Turra. No mesmo mês, foi disputar a Série B do Campeonato Brasileiro pelo Botafogo-SP por empréstimo até o fim da temporada, sendo apresentado no mesmo mês.
Em junho de 2024, reincide o contrato com o Santos, onde atuou em 39 partidas, marcou um gol e deu uma assistência.

### Al-Bataeh CSC
Em agosto de 2024, foi anunciado pelo Al-Bataeh CSC, dos Emirados Árabes Unidos.